# Liste griechischer Phrasen/Ny

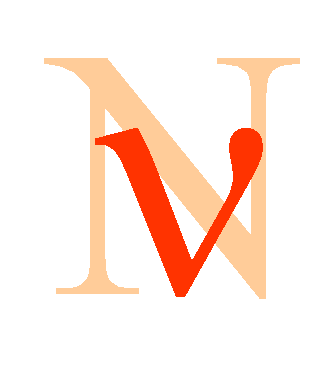
Ny

## Ναὶ ναί, οὒ οὔ·
Ναὶ ναί, οὒ οὔ·
Nai nai, ou ou;
„Ja, ja, nein, nein.“

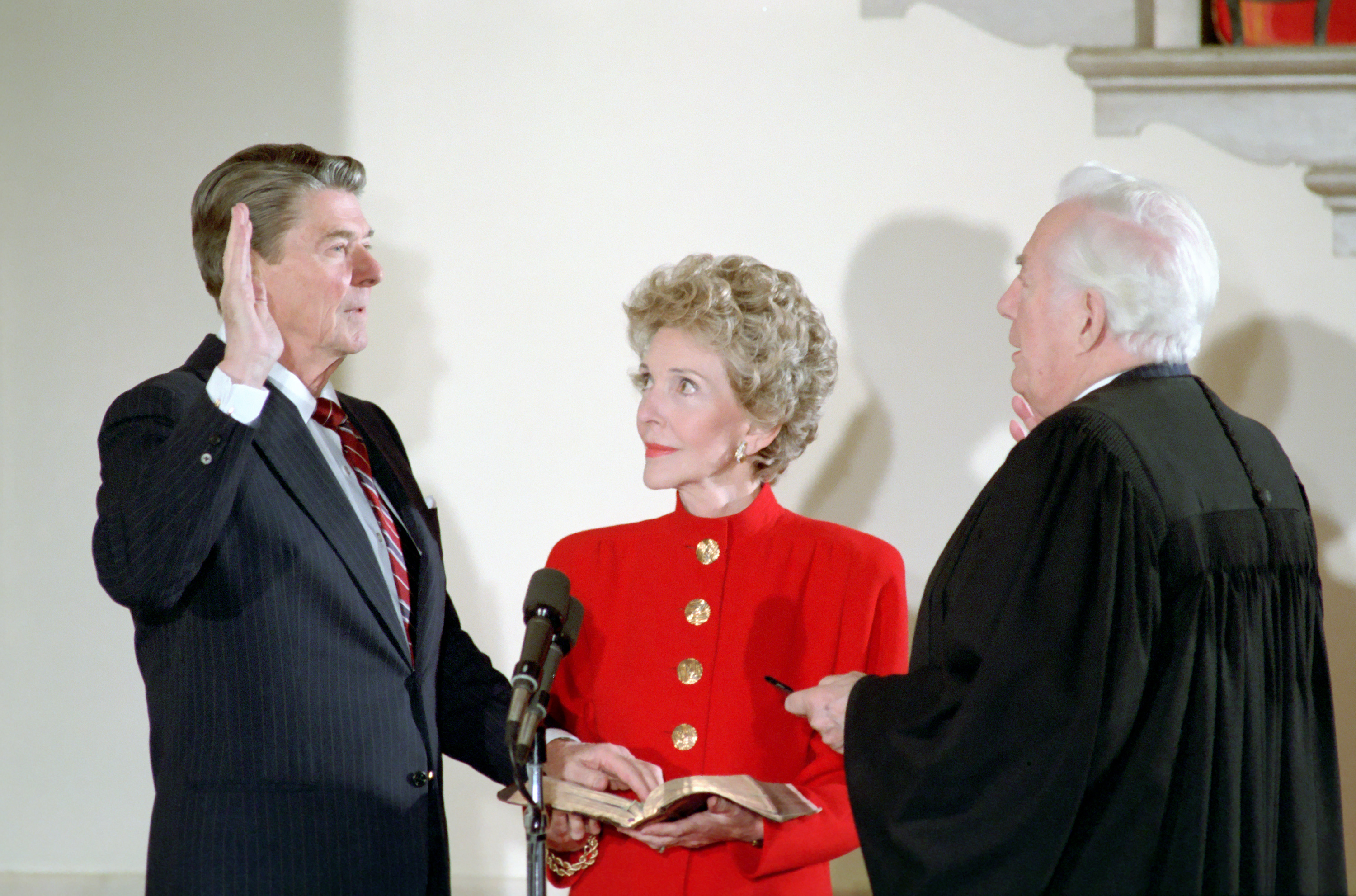
Ronald Reagan schwört auf die Familienbibel seiner Mutter, die seine Frau Nancy in der Hand hält.

Aussage Jesu gegen das falsche Schwören in seiner Bergpredigt. Dort heißt es:

„33 Ihr habt gehört, dass zu den Alten gesagt worden ist: Du sollst keinen Meineid schwören, und: Du sollst halten, was du dem Herrn geschworen hast. 34 Ich aber sage euch: Schwört überhaupt nicht, weder beim Himmel, denn er ist Gottes Thron, 35 noch bei der Erde, denn sie ist der Schemel seiner Füße, noch bei Jerusalem, denn es ist die Stadt des großen Königs! 36 Auch bei deinem Haupt sollst du nicht schwören; denn du kannst kein einziges Haar weiß oder schwarz machen. 37 Eure Rede sei: Ja ja, nein nein; was darüber hinausgeht, stammt vom Bösen.“

Jesus meint damit nicht, wie es oft verstanden wird, dass Gott keine Schwüre will, sondern klare Aussagen. Er fordert den Menschen dazu auf, sein Wort auch ohne eidliche Bekräftigung zu halten. Ob man als Christ einen Eid schwören dürfe, war in der Kirchengeschichte oft umstritten. Einige Kirchenväter verwarfen den Eid völlig, Mennoniten und Quäker lehnen ihn heute noch ab.
Für manche Bibeltreue ist es ein Widerspruch, einen Eid auf die Bibel abzulegen, in der doch ein Verbot des Schwörens gefordert wird.

## Νενίκηκά σε Σολομῶν.
Νενίκηκά σε Σολομῶν.
Nenikika se Solomōn.
„Salomon, ich habe dich besiegt.“

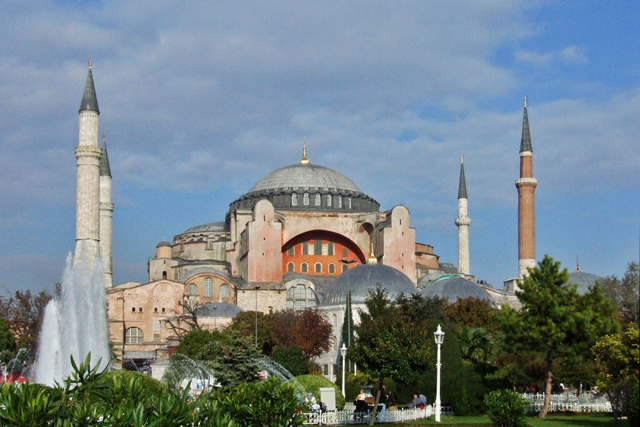
Hagia Sophia (Ἁγία Σοφία)
„Heilige Weisheit“

Angeblicher Ausspruch des Kaisers Justinian I. nach der Fertigstellung der Hagia Sophia (Ἁγία Σοφία). Er wollte eine Kirche stiften, „die seit Adam nicht existierte und auch nicht mehr existieren würde“.  Justinian wollte offensichtlich die von der römischen Aristokratin Anicia Juliana errichtete Polyeuktoskirche übertreffen, die um 520 bewusst als Abbild des salomonischen Tempels gebaut worden war.
Für die Hagia Sophia fühlte sich Justinian persönlich verantwortlich und besuchte täglich die Baustelle. Zehntausend Arbeiter stellten innerhalb von fünf Jahren die Kirche fertig. Bei der Einweihung soll der Kaiser Gott gedankt und in Anspielung auf den Jerusalemer Tempel, der noch immer als Maßstab galt, laut gerufen haben:
„Ruhm und Ehre dem Allerhöchsten, der mich für würdig hielt, ein solches Werk zu vollenden. Salomo, ich habe Dich übertroffen.“

## Νενικήκαμεν.
Νενικήκαμεν.
Nenikēkamen.
„Wir haben gesiegt!“

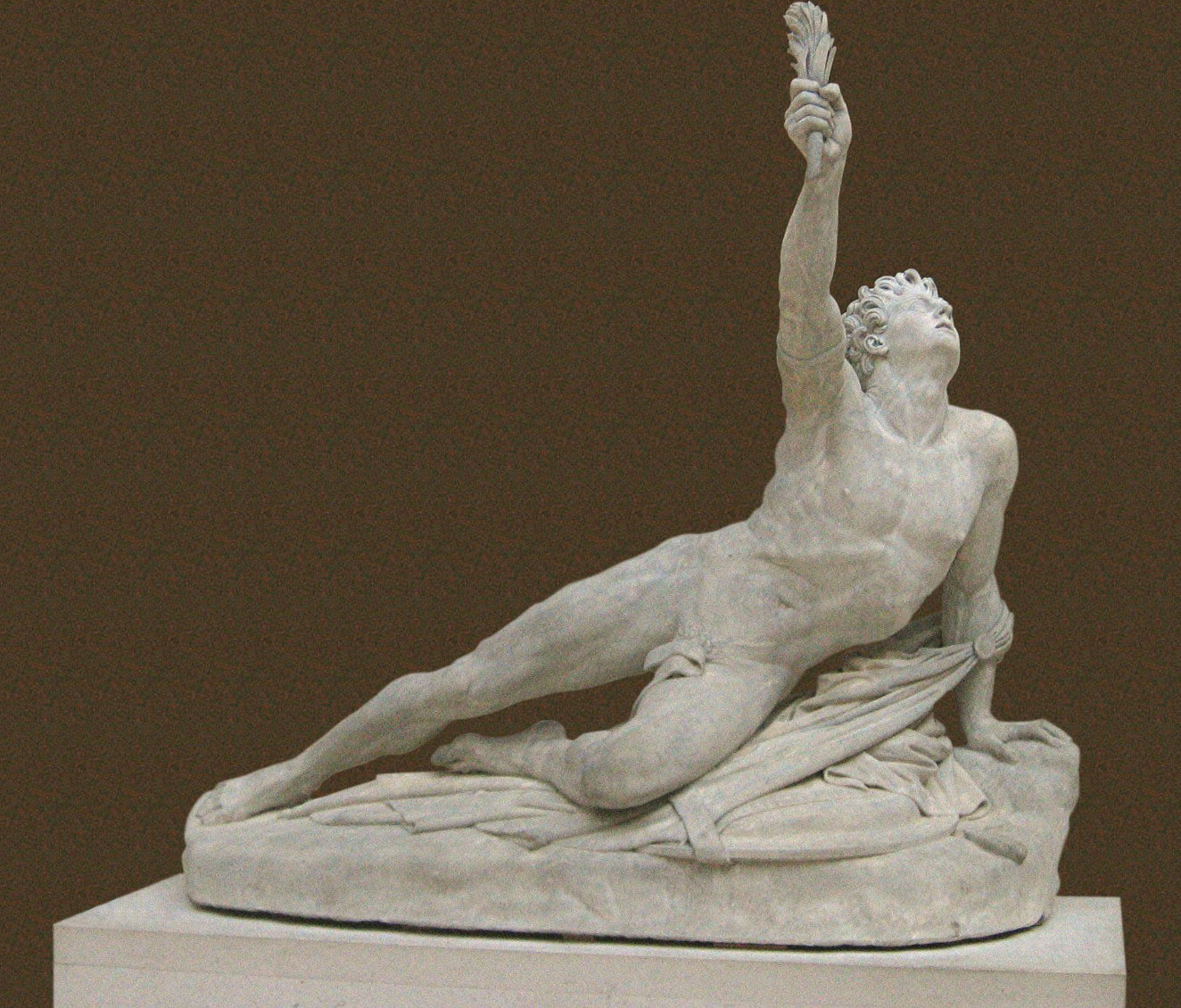
Darstellung des Pheidippides: „Νενικήκαμεν.“

Plutarch und Lukian kolportierten diese Phrase – allerdings schreiben sie νικῶμεν nikōmen („wir siegen“, Präsens) –, letzterer schrieb sie einem Boten namens Pheidippides zu, der 490 v. Chr. mit der Kunde vom Sieg in der Schlacht bei Marathon nach Athen gerannt und daraufhin tot zusammengebrochen sein soll.
Vollständig soll er gesagt haben:

«Χαίρετε, νικῶμεν»

„Chairete, nikōmen“

„Seid gegrüßt, wir siegen“

Auf dieser Legende basierend wurde 1896 der Marathonlauf als sportliche Disziplin bei den ersten Olympischen Spielen der Neuzeit ins Leben gerufen.
Der Schriftsteller Alexander Roda Roda bemerkt in seinem Erinnerungsbuch Schwabylon zu diesem Ausruf Folgendes an:

„Daß dieser junge Mann in so viel Erregung, Gefahr und Sterbensnähe das Perfekt von νικαω, erste Person Pluralis, durch Reduplikation der Anfangssilben richtig konstruierte, ist eine der höchsten Leistungen menschlichen Geistes gewesen.“

Dieter Eckart schrieb in der Frankfurter Allgemeinen Zeitung vom 24. Oktober 1987:

„Der antike Marathon-Läufer ist ein rundum tragischer Held: Er hieß nicht nur nicht Pheidippides, er ist nicht nur nicht von Marathon nach Athen gelaufen, er ist dort nicht nur nicht tot zusammengebrochen, es hat ihn nicht einmal gegeben. Er ist eine Erfindung viel später Geborener.“

## Νενίκηκάς με, Γαλιλαῖε.

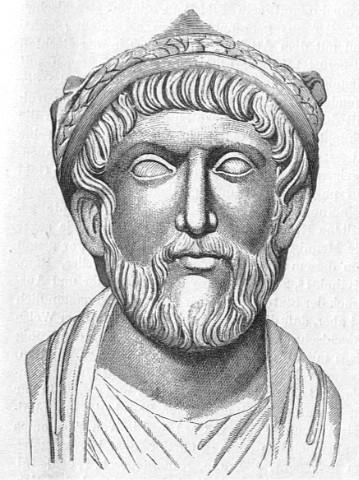
Kaiser Julian (vermutet) nach der Statue im Louvre

Νενίκηκάς με, Γαλιλαῖε.
Nenikēkas me, Galilaie.
„Du hast mich besiegt, Galiläer.“
Νενίκηκάς με, Ναζωραῖε.
Nenikēkas me, Nazōraie.
„Du hast mich besiegt, Nazarener.“
Angeblich die letzten Worte des römischen Kaisers Julian, bevor er an einer in der Schlacht erhaltenen Wunde starb. Julian war vom Christentum zum heidnischen Glauben übergetreten und hatte das Christentum bekämpft. Mit „Galiläer“ ist Jesus gemeint, der aus Nazareth, einem Ort in Galiläa im Norden Israels, stammt. In zeitgenössischen Quellen ist dieser Satz, den erst der Kirchengeschichtsschreiber Theodoret (5. Jahrhundert) überliefert, nicht bezeugt. Es ist davon auszugehen, dass es sich um christliche Propaganda handelt.
In seinem Werk Contra Galileos („Gegen die Galiläer“, das heißt gegen die Christen) polemisierte Julian gegen das Christentum und stellte die Christen als Abtrünnige des Judentums dar.
Lateinisch wird der obige Satz mit „Tandem vicisti, Galilaee“ („Endlich hast du gesiegt, Galiläer“) wiedergegeben. Eine andere lateinische Fassung stellte der englische Dichter Algernon Swinburne seinem Abgesang auf das heidnische Rom Hymn to Proserpine (1866) voran:

“Vicisti, Galilaee. [ Thou hast conquered, O Galilean — Christ ]”

Der norwegische Dramatiker Henrik Ibsen schrieb von 1864 bis 1873 das Doppeldrama Kaiser und Galiläer, das er selbst als sein Hauptwerk ansah. In diesem Stück wird Julian in einer Schlacht verletzt, versucht sich zu erheben, sinkt aber zurück und ruft:

„Du hast gesiegt, Galiläer!“

Seine letzten Worte lauten in Ibsens Drama aber anders:

„Julian mit geschlossenen Augen: ‚Alexander durfte Einzug halten – in Babylon. – Ich will auch – –. Schöne, laubbekränzte Jünglinge, – tanzende Mädchen; – aber so fern, so fern – –. Schöne Erde, – schönes Erdenleben –.‘ Er reißt die Augen weit auf. ‚O, Sonne, Sonne, warum betrogst Du mich?‘ Er sinkt zusammen.“

## Νεκρὸς οὐ δάκνει.
Νεκρὸς οὐ δάκνει.
Nekros ou daknei.
„Ein Toter beißt nicht.“
Lateinisch: Mortuus non mordet.

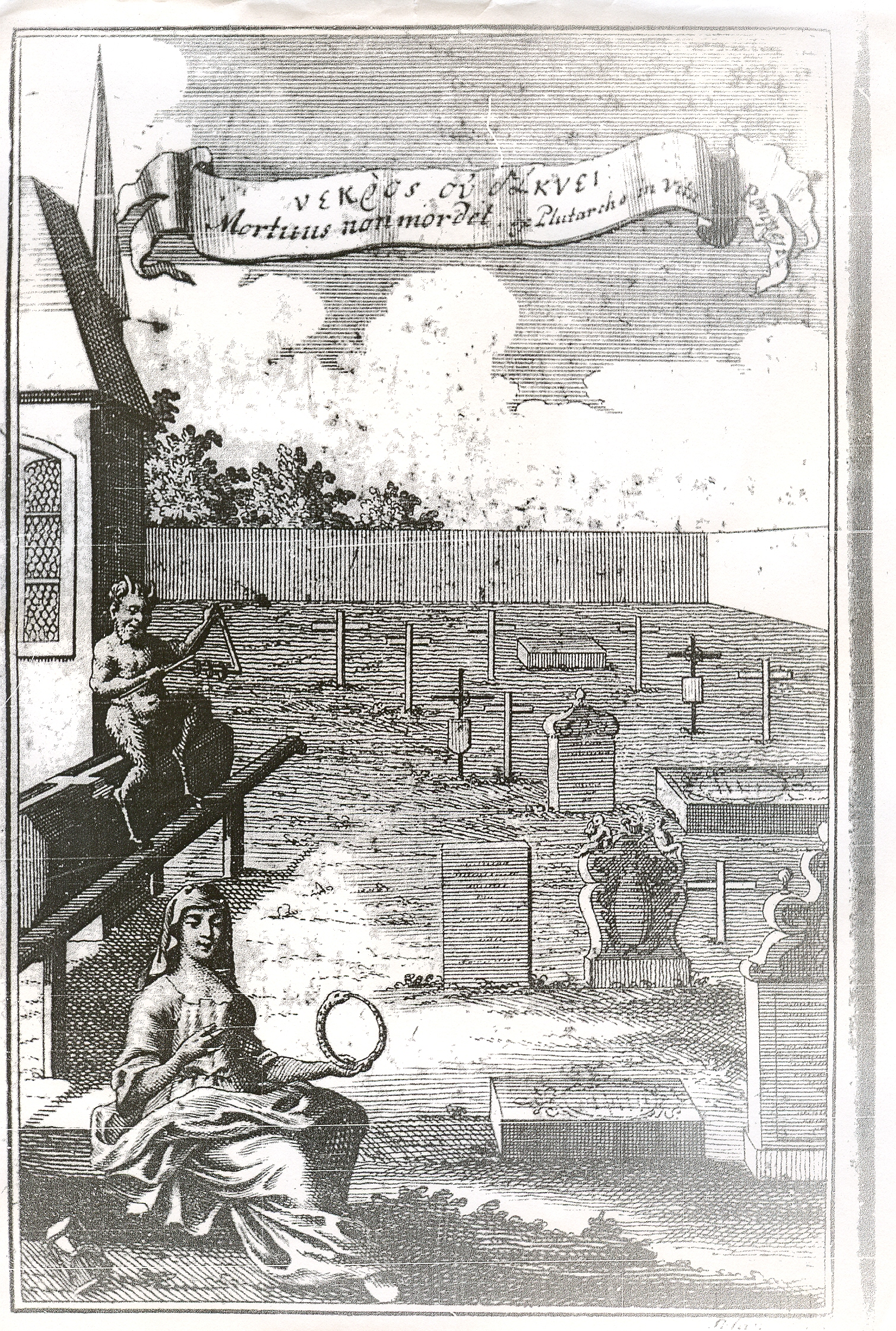
Titelblatt des Traktats mit den Worten „Νεκρὸς οὐ δάκνει.“

Dieses Zitat stammt von dem Historiker Plutarch und wird immer wieder in unterschiedlichen Kontext aufgegriffen:

„Beim Ausmarsch ermahnte Orgonez den Marschall, den beiden gefangenen Brüdern Pizarro die Köpfe abschlagen zu lassen. »El muerto no mordia! (Ein Toter beißt nicht!)« meinte er nach dem alten spanischen Sprichworte.“

Der evangelische Geistliche und Vampirismusforscher der Aufklärung Michael Ranft meinte in seinem Tractat von dem Kauen und Schmatzen der Todten in Gräbern von 1725:

„Wir kommen nunmehro auff einen anderen Umstand, den der abergläubische Pöbel bey dem Kauen und Schmatzen der Todten wahrgenommen zu haben glaubet und den wir als irrig hier verwerffen. Er bestehet darinne, daß man vorgiebt, die Todten frässen in diesem Fall ihre Kleider. Aber wem ist nicht das Sprichwort bekannt, dessen sich schon vorlängst Theodotus bey dem Plutarcho bedient: νεκρός ȣ δάκνει: ein Todter beist nicht mehr: Denn nach Auflösung des natürlichen Bandes zwischen Leib und Seel, hören auch alle Verrichtungen auff, die aus dieser Vereinigung herkommen.“

## νέκταρ καὶ ἀμβροσία
νέκταρ καὶ ἀμβροσία
nektar kai ambrosia
„Nektar und Ambrosia“
Nektar und Ambrosia sind in der griechischen Mythologie die Götternahrung. Ursprünglich wurde zwischen diesen beiden Bezeichnungen nicht unterschieden. Bei Homer wurde Nektar aber schon als Getränk und Ambrosia als Speise gesehen. Nektar war ein Honigprodukt und wird heute als Bezeichnung für den von Pflanzen produzierten Blütensaft verwendet. Ambrosia ist heute unter anderem die Bezeichnung der Nahrung von Bienenköniginnen.
In den Adern der Götter fließt auch kein Blut, sondern Ichor (ἰχώρ), eine goldfarbene oder auch durchsichtige Flüssigkeit, die sich durch die Ambrosia bildet. Bei Homer wird dies deutlich bei der verwundeten Göttin Aphrodite, die an der Schlacht um Troja teilnahm. Von ihr heißt es in der Ilias:
Und es floß das ambrosische Blut des Gottes,

Ichor, wie es fließt in den seligen Göttern.

Denn sie essen nicht Brot, nicht trinken sie funkelnden Wein,

daher sind sie blutlos und werden unsterblich genannt

[...] und schwarz wurde ihre schöne Haut.
In den Metamorphosen des römischen Dichters Ovid benutzt die Göttin Venus Nektar und Ambrosia, um ihren Sohn Aeneas nach seinem Tod in einen Gott zu verwandeln.
Siehe auch: Ἰχώρ, οἷός πέρ τε ῥέει μακάρεσσι θεοῖσιν. („Ichor, wie er rinnt in den Adern der seligen Götter.“)

## Νέρων, Ὀρέστης, Ἀλκμαίων μητροκτόνοι.

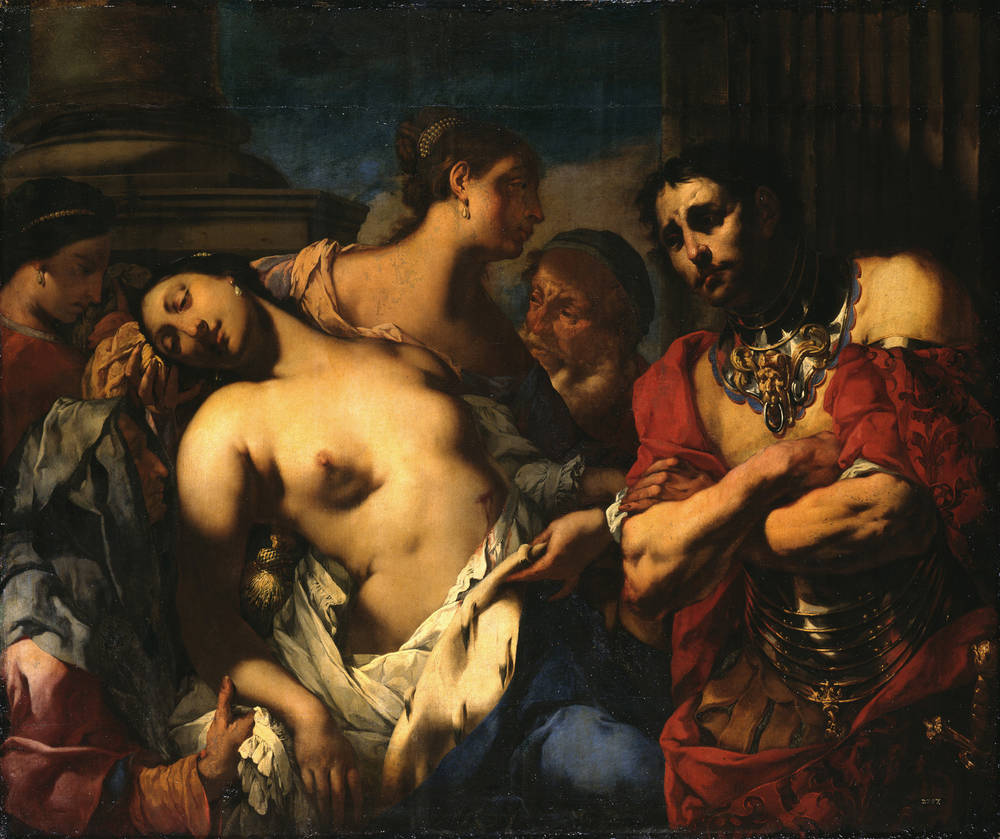
Barocke Interpretation des Todes der Agrippina

Νέρων, Ὀρέστης, Ἀλκμαίων μητροκτόνοι.
Nerōn, Orestēs, Alkmaiōn mētroktonoi.
„Nero, Orestes und Alkmaion: Muttermörder.“
Vom Geschichtsschreiber Sueton zitierte Schmähung auf Kaiser Nero, der mit anderen Muttermördern verglichen wurde:
- Nero, der seine Mutter fürchtete, ließ seine Mutter Agrippina mit einem Schiff versenken. Es gelang ihr jedoch, an Land zu schwimmen. Darauf ließ er sie in ihrer Villa ermorden.
- Orestes wurde von seiner Schwester Elektra um Rache der Tötung ihres Vaters gebeten. So befragte er das Orakel von Delphi, das ihm zur Rache riet. Er tötete Aigisthos und seine Mutter Klytaimnestra.
- Alkmaion erfüllte den Auftrag des Vaters und ermordete seine Mutter, wurde aber dafür von den Erinnyen verfolgt, bis er von König Phegeus entsühnt wurde. Arkadien wurde von Unfruchtbarkeit heimgesucht und Apollon verkündete, Alkmaion werde nicht eher zur Ruhe kommen, als bis er in ein Land komme, welches bei der Ermordung seiner Mutter noch nicht von der Sonne beschienen worden sei.

## Νέστορός εἰμι εὔποτον ποτήριον.

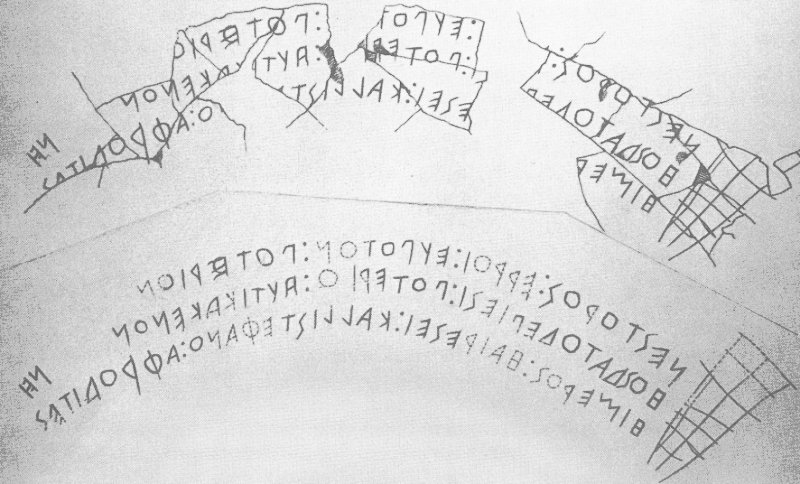
Inschrift auf dem Nestorbecher

Νέστορός εἰμι εὔποτον ποτήριον·
Nestoros eimi eupoton potērion;
„Nestors Becher bin ich, aus dem sich gut trinken lässt;“
Anfang der Inschrift auf dem so genannten Nestorbecher von Ischia, einem im Jahr 1954 bei Ausgrabungen gefundenen Trinkgefäß aus dem 8. Jahrhundert vor Christus.
Das Gefäß trägt eine dreizeilige Inschrift, die lange Zeit nach der Herstellung eingeritzt wurde und in einer euböischen (von rechts nach links geschriebenen) Form des griechischen Alphabets geschrieben wurde. Der Text lautet:
Dies wird in die klassische Schreibweise wie folgt übersetzt:
Νέστορός εἰμι εὔποτον ποτήριον·

ὃς δ’ ἂν τοῦδε πίησι ποτηρίου αὐτίκα κῆνον

ἵμερος αἱρήσει καλλιστεφάνου Ἀφροδίτης.
Nestors Becher bin ich, aus dem sich gut trinken lässt.

Wer aber aus diesem Becher trinkt, den wird sofort

Verlangen nach der schönbekränzten Aphrodite ergreifen.

## νεῦρα τῶν πραγμάτων
νεῦρα τῶν πραγμάτων
neura tōn pragmatōn
„Sehnen der Dinge“
Der spätantike Philosophiehistoriker Diogenes Laertios zitiert in seiner Schrift Leben und Lehre der Philosophen den Kyniker Bion von Borysthenes mit dem Ausspruch: „Der Reichtum, die Sehnen der Dinge“.
Heute bekannt ist die lateinische Version nervus rerum, die Cicero zum Beispiel in seiner  Rede über den Oberbefehl des Gnaeus Pompeius (§ 17) verwendet:

“Si vectigalia nervos esse rei publicae semper duximus […].”

„Wenn wir die Steuern immer als die Sehnen des Staates angesehen haben […].“

In seiner 5. Philippischen Rede sagt Cicero außerdem (Philippica 5,5):

“nervos belli, pecuniam infinitum”

„die Sehnen des Krieges, unbegrenzte Geldreserven“

Nervus rerum und Die Verstaatlichung des Geldes ist der Titel eines Buchs des Finanztheoretikers Silvio Gesell, das als Grundstein für seine Lehre von der Natürlichen Wirtschaftsordnung gilt.

## Νεφελοκοκκυγία
Νεφελοκοκκυγία
Nephelokokkygia
„Wolkenkuckucksheim“
Dieses Wort kommt in der Komödie Die Vögel vor. Es bezeichnet eine Stadt in den Wolken, die sich die Vögel als Zwischenreich gebaut haben. Das deutsche Wort Wolkenkuckucksheim ist eine Lehnübersetzung, wie sie zuerst von Arthur Schopenhauer in seinen philosophischen Schriften benutzt wurde. Dabei gab er ihm eine erweiterte Bedeutung, indem er anderen Philosophen vorwarf, nur vom „Wolkenkuckucksheim“ zu reden. Andere Aristophanes-Übersetzer wählten beispielsweise die Ausdrücke „Wolkenkuckucksburg“ (etwa Ludwig Seeger) oder „Kuckuckswolkenhof“.
In dem Bühnenstück aus dem Jahr 414 v. Chr. beschreibt der Dichter Aristophanes die Machtergreifung der Vögel mithilfe zweier Athener Exilanten, Peisthetairos (Πεισθεταίρος, „Berater“) und Euelpides (Ευελπίδης, „gute Hoffnung“). Peisthetairos und Euelpides ziehen aus Athen weg, um eine neue Stadt zu gründen, in der Geld wie Dreck weggeworfen wird, um nicht daran zu ersticken. Sie verwandeln sich in Vögel und überlegen, wie sie die Stadt nennen sollen. Die Überlegungen „Neu-Sparta“ und „Schöne Aussicht“ werden verworfen, man einigt sich auf „Wolkenkuckucksheim“:
Pei[s]thetairos: Wie soll denn aber nun ihr Name sein?

Euelpides: Er sei genommen aus den Wolken und dem Reich der Lüfte, was Hochgestochenes.

Pei[s]thetairos: Na — Wolkenkuckucksheim?

Chorführer: Iuh, iuh! ’nen wunderschönen Namen hast du ausgedacht!
Heute wird der Begriff für eine unrealistische Utopie verwendet, ähnlich dem Luftschloss.

## Νίκη ή Θάνατος
Νίκη ή Θάνατος
Niki i thanatos
„Sieg oder Tod!“

Νίκη ή Θάνατος -
„Sieg oder Tod“

Aufschrift auf der Mani-Flagge während der Griechischen Revolution. Über einem blauen griechischen Kreuz steht in Großbuchstaben ΝΙΚΗ Ή ΘΑΝΑΤΟΣ, darunter ebenfalls in Großbuchstaben ΤΑΝ Ή ΕΠΙ ΤΑΣ, eine Anspielung auf die Aufforderung der spartanischen Mütter an ihre Söhne, bevor sie in den Krieg zogen:

«Ἢ τὰν ἢ ἐπὶ τᾶς.»

„Entweder den Schild oder auf dem Schild!“

Der griechische Schlachtruf im Kampf gegen die Türken um die Unabhängigkeit war Ελευθερία ή Θάνατος! („Freiheit oder Tod!“), während die Manioten als Nachkommen der Spartaner auf ihrer Flagge stattdessen „Sieg oder Tod!“ geschrieben hatten.

## Νιόβης πάθη
Νιόβης πάθη
Niobes pathe
„Leiden der Niobe“
Lateinisch: Niobes mala

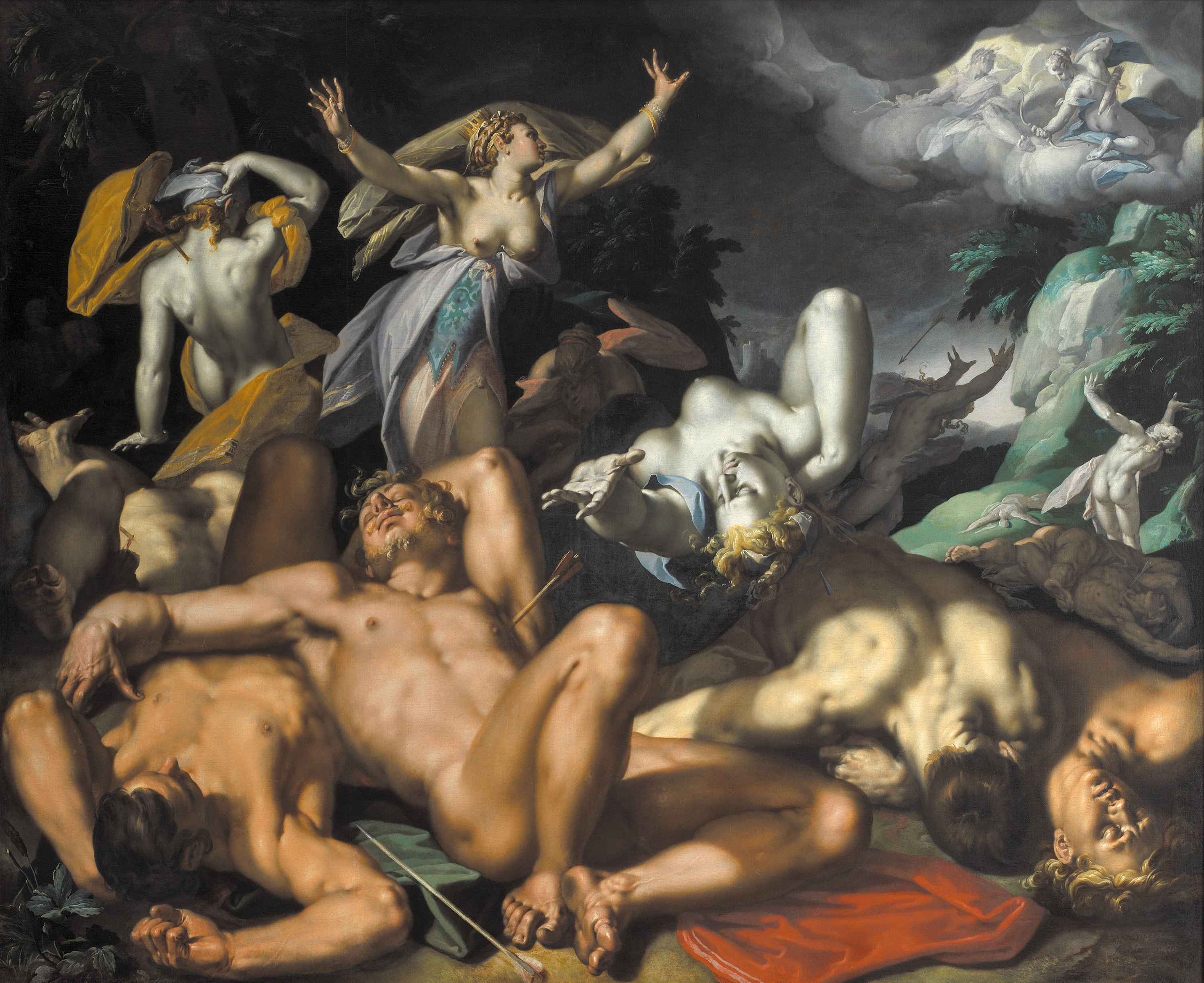
Abraham Bloemaert: Niobe beweint ihre Kinder

Die Leiden der Niobe sind eine sprichwörtliche Redensart für größtes Leid. Niobe war die Tochter des Tantalos und unterlag damit dem Tantalidenfluch. Sie war die Gemahlin des thebanischen Königs Amphion, dem sie sieben Söhne und sieben Töchter gebar. Stolz auf ihre zahlreiche Nachkommenschaft, verspottete sie die Göttin Leto, die nur zwei Kinder, Apollon und Artemis, geboren habe. Die beiden Kinder der gekränkten Göttin töteten an einem Tage sämtliche Kinder der Niobe mit ihren Pfeilen.
Niobe, die der ungeheure Schmerz erstarren ließ, wurde von den Göttern in Stein verwandelt und nach Phrygien an den Berg Sipylos versetzt. Doch auch der Stein hörte nicht auf, Tränen zu vergießen.
Der tragische Stoff wurde in der dramatischen wie der bildenden Kunst vielfach behandelt. Eine  Erzählung findet sich im 6. Buch von Ovids Metamorphosen.

## Νίψον ἀνομήματα μὴ μόναν ὄψιν.

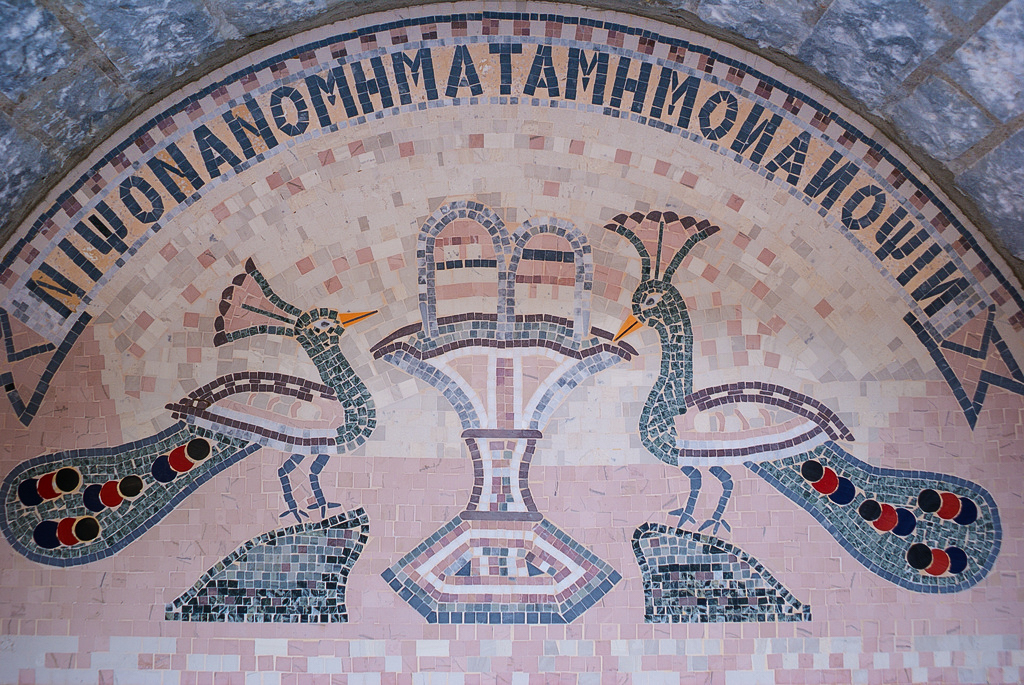
Inschrift über dem Eingang zum Kloster Panagia Malevi im Zentrum der Peloponnes.
Durch Spiegelung des auf der rechten Seite der Inschrift (Nutzung des Buchstaben) ist es nicht nur ein Palindrom, sondern auch ein Ambigramm (alle anderen Buchstaben sind spiegelsymmetrisch).

Νίψον ἀνομήματα μὴ μόναν ὄψιν.
Nipson anomēmata mē monan opsin.
„Wasch deine Sünden ab, nicht nur dein Gesicht!“
Lateinisch: Ablue peccata non solam faciem.
Dieser Gregor von Nazianz zugeschriebene Satz wurde in Großbuchstaben (ΝΙΨΟΝ ΑΝΟΜΗΜΑΤΑ ΜΗ ΜΟΝΑΝ ΟΨΙΝ) oft als Inschrift über Kircheneingängen und vor allem auf Taufbecken verwendet (z. B. am Quellbrunnen im Kloster Preveli und bei Serres, auch am Taufbecken bei der Hagia Sophia). Es handelt sich um ein Palindrom, denn der Satz kann auf gleiche Weise von vorn wie von hinten gelesen werden und ergibt in beiden Fällen den gleichen Wortlaut.
In diesem Zusammenhang kann man auch das neugriechische Sprichwort zum Beichten von Sünden sehen:

«Αμαρτία εξομολογημένη, αμαρτία συχωρεμένη.»

„Sünde gebeichtet, Sünde gestorben.“

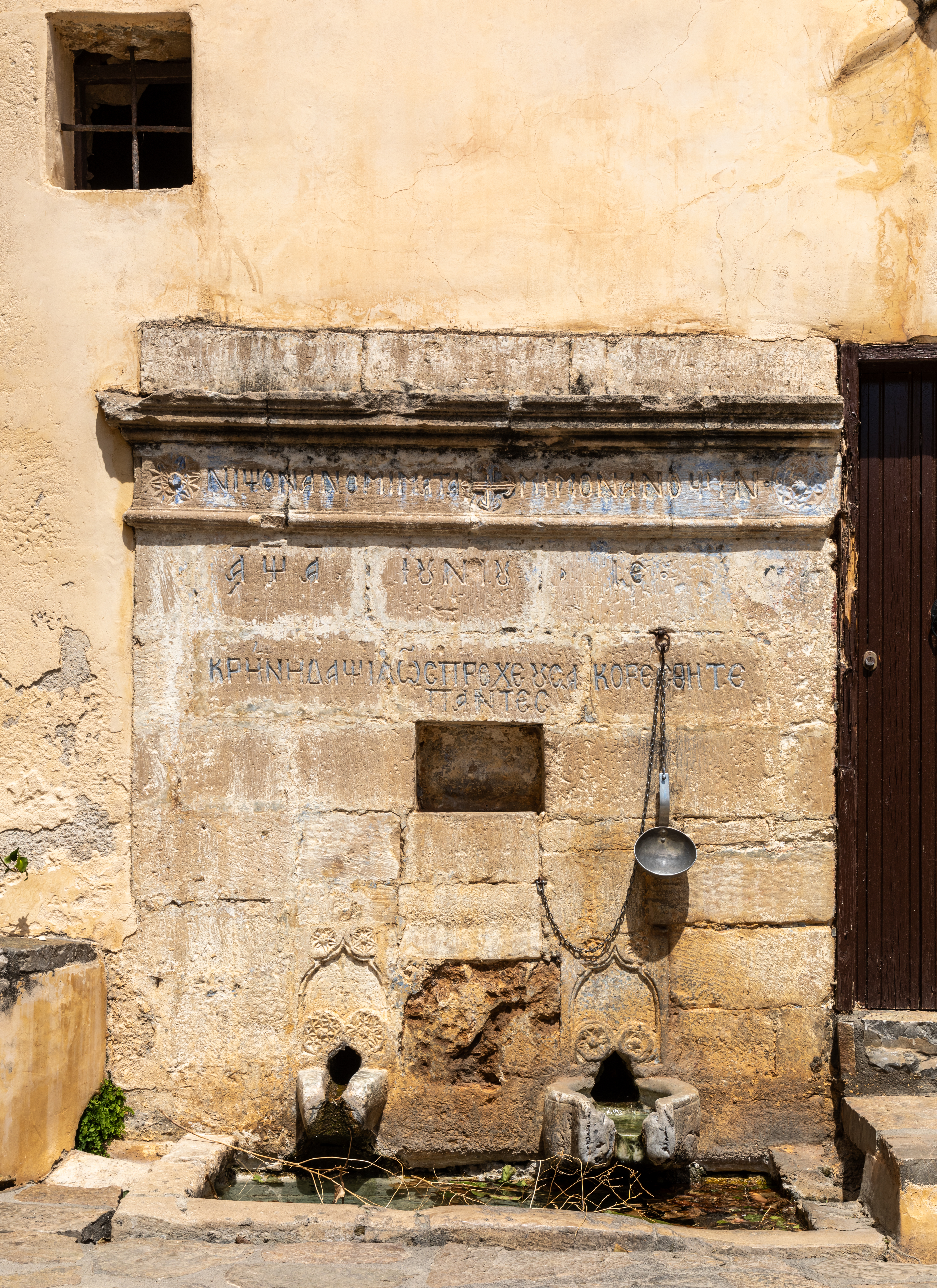
Quellbrunnen im Kloster Preveli auf Kreta
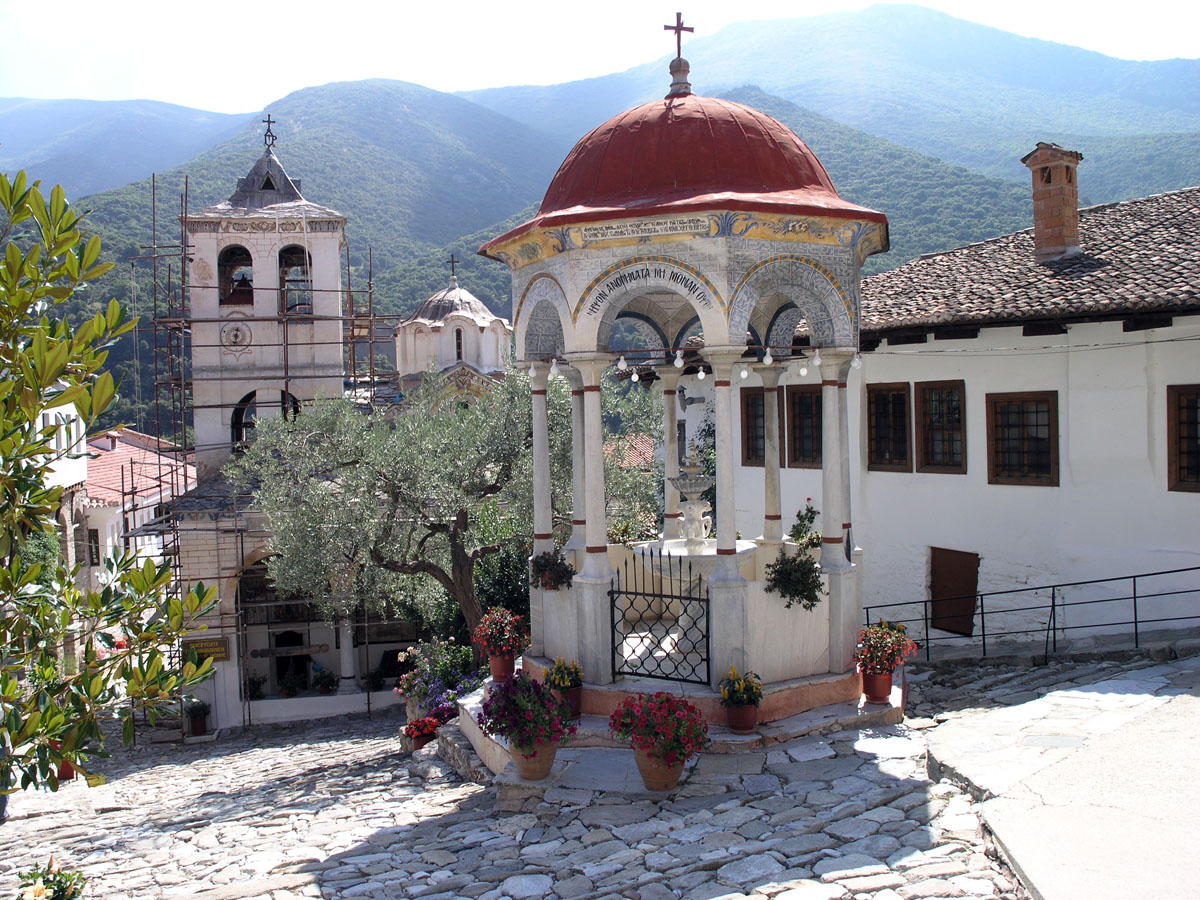
Baptisterium im Kloster des Heiligen Johannes Prodromos bei Serres
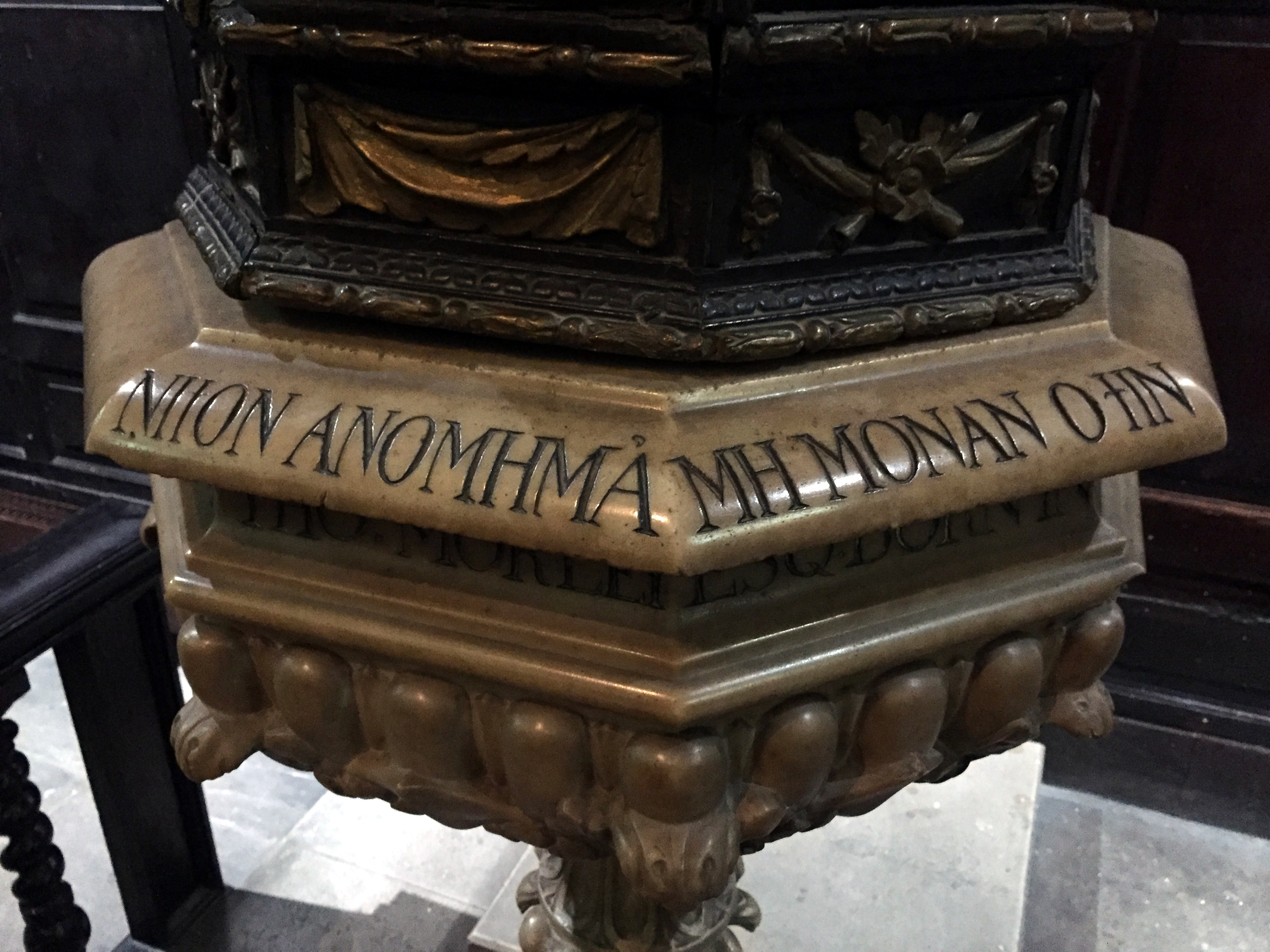
Taufbecken in St Martin, Ludgate, London
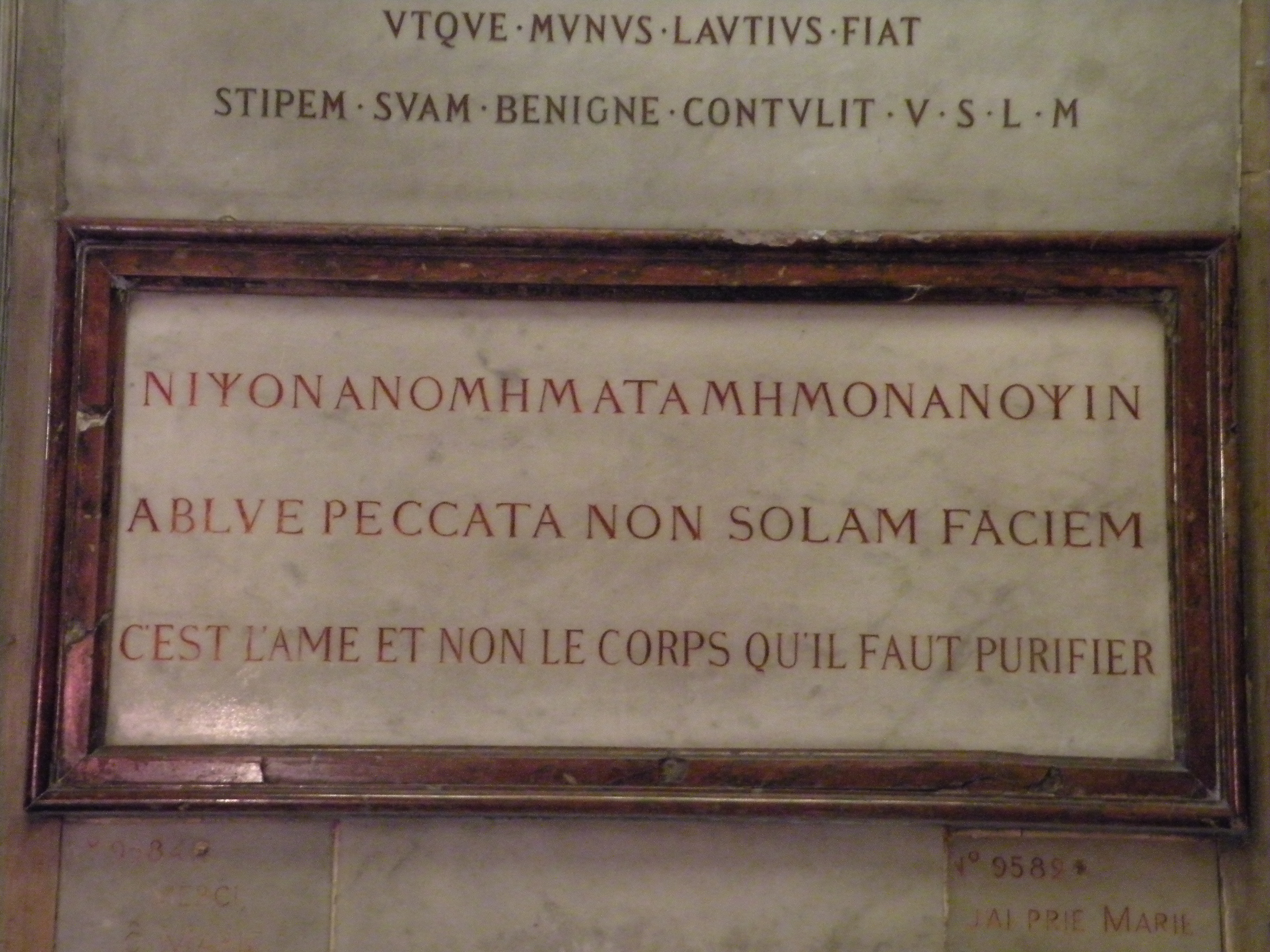
Votivtafel in Notre-Dame-des-Victoires, Paris; dreisprachig griechisch-lateinisch-französisch

## Νόμος ὁ πάντων βασιλεύς.
Νόμος ὁ πάντων βασιλεύς.
Nomos ho pantōn basileus.
„Das Gesetz ist aller König.“
Vollständig lautet diese Feststellung des Dichters Pindar:
Νόμος ὁ πάντων βασιλεύς

θνατῶν τε καὶ ἀθανάτων

ἄγει δικαιῶν τὸ βιαιότατον

ὑπερτάτᾳ χειρί.
Friedrich Hölderlin übersetzt dieses Fragment folgendermaßen ins Deutsche:
Das Gesetz,

Von allen der König, Sterblichen und

Unsterblichen; das führt eben

Darum gewaltig

Das gerechteste Recht mit allerhöchster Hand.
Dieter Schlesak stellte 1993 in einem Aufsatz über Paul Celan dazu fest:

„In einem Gedicht Celans über Hölderlin heißt es: ‚er zackerte an/ der Königszäsur‘. (GW III, 108). Celan ‚zackerte‘ ‚Wie Jener/ am Pindar‘, Hölderlin ist gemeint. Eines dieser Pindar-Fragmente lautet ‚Das Gesetz/ Von allen der König, Sterblichen und/ Unsterblichen; das führt eben/ Darum gewaltig/ Das gerechteste Recht mit allerhöchster Hand‘. Der König ist die ‚strenge Mitteilbarkeit des Gesetzes‘, in Hölderlins Kommentar. ‚Das Gesetz‘ ist der Ort der Begegnung von Gott und Mensch. Es geht aber um die Trennung; vielleicht ist dies die ‚Königszäsur.‘ Gott, das Heilige, Mensch, die Erkenntnis, sind getrennt. Und das Tragische beruht ja in der Vernichtung, wo ‚grenzenlos die Naturmacht und des Menschen Innerstes im Zorn Eins wird, dadurch sich begreift, daß das grenzenlose Einswerden durch grenzenloses Scheiden sich reinigt.‘ (Hölderlin, Anmerkungen zum Oedipus.)“

Seiner Erklärung nach steht König hier für den Superlativ, für die höchste Erkenntnis, nicht für die höchste Macht.
Herodot zitierte Pindars Worte zustimmend in seinen Historien:

«ὀρθῶς μοι δοκέει Πίνδαρος ποιῆσαι νόμον πάντων βασιλέα φήσας εἶναι.»

„Pindar hat, wie ich meine, Recht, wenn er dichtet, das Gesetz sei über alles König.“

## Νοῦσος ὑγίειαν ἐποίησε ἡδὺ καὶ ἀγαθόν.
Νοῦσος ὑγίειαν ἐποίησε ἡδὺ καὶ ἀγαθόν.
Nousos hygieian epoiēse hēdy kai agathon.
„Krankheit macht Gesundheit angenehm und gut.“
Zitat aus den Fragmenten des Philosophen Heraklit. Der ganze Satz lautet:

«Νοῦσος ὑγίειαν ἐποίησε ἡδὺ καὶ ἀγαθόν, λιμὸς κόρον, κάματος ἀνάπαυσιν.»

„Nousos hygieian epoiēse hēdy kai agathon, limos koron, kamatos anapausin.“

„Krankheit macht Gesundheit angenehm und gut, Hunger die Sattheit, Mühe die Ruhe.“

Aus seinen Reihenbeobachtungen ist Heraklit zu der Schlussfolgerung gekommen, dass das vermeintlich Entgegengesetzte zusammenhängt und sich gegenseitig bedingt.
Siehe auch: „Ψυχρὰ θέρεται, θερμὸν ψύχεται, ὑγρὸν αὐαίνεται, καρφαλέον νοτίζεται.“ („Kaltes erwärmt sich, Warmes kühlt ab, Feuchtes vertrocknet, Dürres wird benetzt.“)

## νυκτιφαὲς περὶ γαῖαν ἀλώμενον ἀλλότριον φῶς

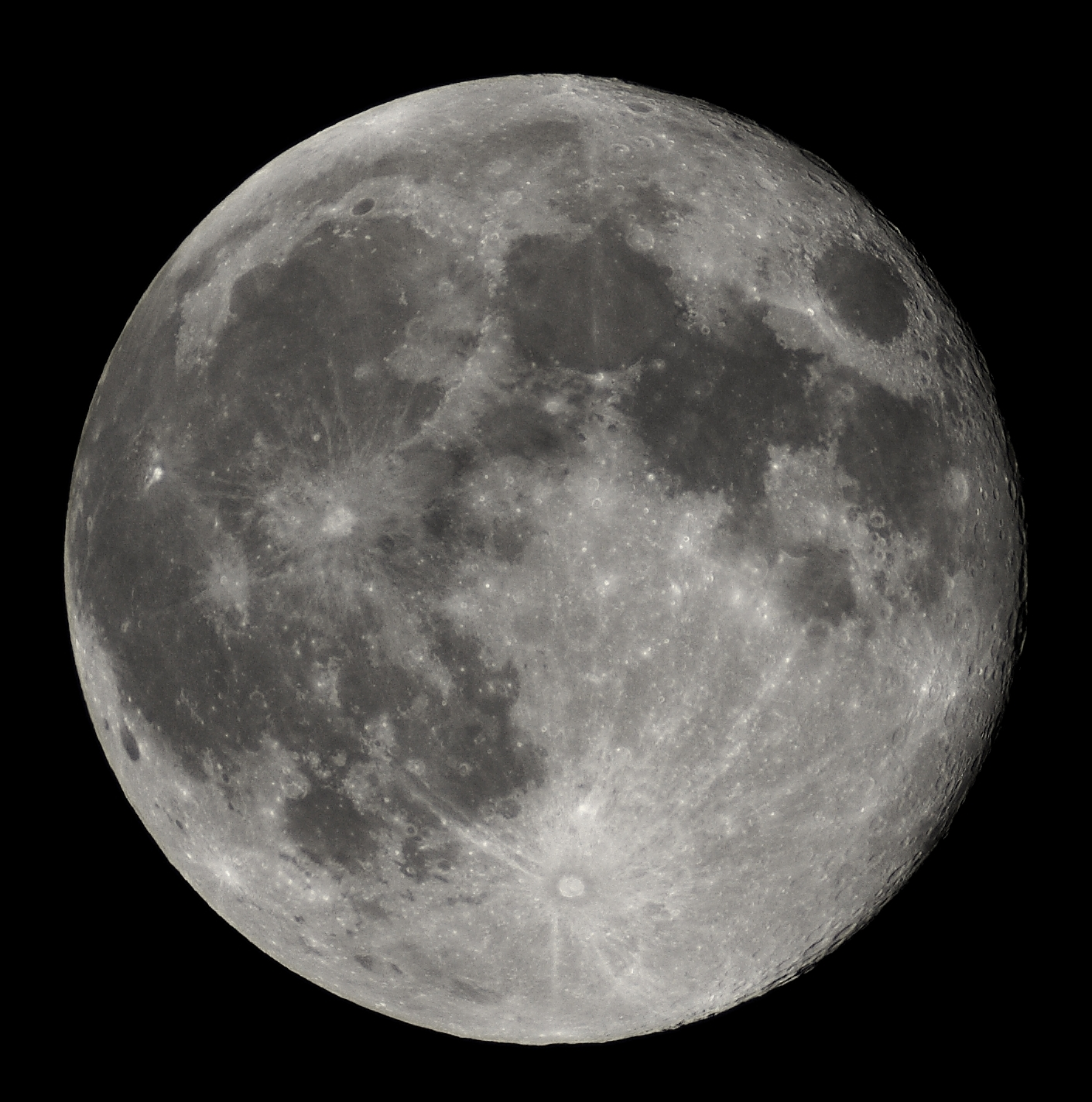
Mond

νυκτιφαὲς περὶ γαῖαν ἀλώμενον ἀλλότριον φῶς
nyktiphaes peri gaian alōmenon allotrion phōs
„ein in der Nacht scheinendes, um die Erde herumirrendes, fremdes Licht“
Zitat aus den Fragmenten des Philosophen Parmenides, der bereits ahnte, dass der Mond das Licht der Sonne reflektiert. Vermutlich waren es die Flecken, weshalb Parmenides den Mond ein Gemisch von Licht und Finsternis, von Nacht und Kälte nannte. Er glaubte auch, dass die Sonne von gleicher Größe wie der Mond sei.

## Νῦν ἀπολύεις τὸν δοῦλόν σου, δέσποτα.

Hans Memling: Darstellung des Herrn

Νῦν ἀπολύεις τὸν δοῦλόν σου, δέσποτα.
Nyn apolyeis ton doulon sou, despota.
„Jetzt entlässt du, Herr, deinen Diener.“
Dies sind die Anfangsworte des „Lobgesangs des Simeon“, einem der drei Lobgesänge des Lukasevangeliums. Der Text stammt aus der Erzählung von der Darstellung Jesu im Tempel. Der greise Simeon erkennt ihn als den Messias, auf den er gewartet hat, preist Gott dafür und erklärt sich nunmehr zum Sterben bereit:
Griechisch (Novum Testamentum Graece):

«29 νῦν ἀπολύεις τὸν δοῦλόν σου, δέσποτα,

κατὰ τὸ ῥῆμά σου ἐν εἰρήνῃ·

30 ὅτι εἶδον οἱ ὀφθαλμοί μου τὸ σωτήριόν σου,

31 ὃ ἡτοίμασας κατὰ πρόσωπον πάντων τῶν λαῶν,

32 φῶς εἰς ἀποκάλυψιν ἐθνῶν

καὶ δόξαν λαοῦ σου Ἰσραήλ.»

Lateinisch (Vulgata):

“29 nunc dimittis servum tuum Domine

secundum verbum tuum in pace

30 quia viderunt oculi mei salutare tuum

31 quod parasti ante faciem omnium populorum

32 lumen ad revelationem gentium

et gloriam plebis tuae Israhel”

Deutsch (Einheitsübersetzung):

„29 Nun lässt du, Herr, deinen Knecht,

wie du gesagt hast, in Frieden scheiden.

30 Denn meine Augen haben das Heil gesehen,

31 das du vor allen Völkern bereitet hast,

32 ein Licht, das die Heiden erleuchtet,

und Herrlichkeit für dein Volk Israel.“

Nach den lateinischen Anfangsworten „Nunc dimittis servum tuum, Domine“ wird das Nunc dimittis im Stundengebet der katholischen Kirche täglich gebetet. In der protestantischen Kirchenmusik diente dieser Text häufig als Grundlage für Begräbniskompositionen.
Die Darstellung des Herrn ist ein wichtiges Motiv der christlichen Kunst. Nach jüdischem Gesetz wurde der erstgeborene Sohn in Erinnerung an die Pessach-Nacht als Eigentum Gottes angesehen und ihm im Tempel übergeben („dargestellt“), wo er durch ein Opfer auszulösen war. Das Lukasevangelium berichtet, dass der Knabe Jesus gemäß dieser Gesetzesvorschrift von Maria und Josef zum Tempel gebracht wird und das vorgeschriebene Opfer gereicht wird. Dort erkennen ihn Simeon und Hanna als Erlöser und stimmen seinen Lob- und Sterbegesang an.

## Νῦν γὰρ δὴ πάντεσσιν ἐπὶ ξυροῦ ἵσταται ἀκμῆς.
Νῦν γὰρ δὴ πάντεσσιν ἐπὶ ξυροῦ ἵσταται ἀκμῆς.
Nyn gar dē pantessin epi xyrou histatai akmēs.
„Denn nun steht es allen fürwahr auf der Schärfe des Messers.“
Die Redewendung „Auf Messers Schneide stehen“ bedeutet, dass eine Person oder eine Sache sich in einer kritischen Situation befindet, wobei der Ausgang – ob gut oder schlecht – noch ungewiss und eben im Begriff ist, sich zu entscheiden.
Dieser Ausdruck findet sich bereits in Homers Ilias:
νῦν γὰρ δὴ πάντεσσιν ἐπὶ ξυροῦ ἵσταται ἀκμῆς

ἢ μάλα λυγρὸς ὄλεθρος Ἀχαιοῖς ἠὲ βιῶναι.
Denn nun steht es allen fürwahr auf der Schärfe des Messers:

Schmählicher Untergang den Achaiern oder auch Leben!
In der Übersetzung von Johann Heinrich Voß klagt Nestor:
Selber hab’ ich ja Söhn’ und treffliche, hab’ auch der Völker

Sonst genug, daß mir einer umhergehn könnte zu rufen.

Aber viel zu große Bekümmernis drängt die Achaier!

Denn nun steht es allein fürwahr auf der Schärfe des Messers:

Schmählicher Untergang den Achaiern, oder auch Leben!
Auf Messers Schneide ist der Titel eines Romans von William Somerset Maugham aus dem Jahr 1944, der zwei Mal verfilmt wurde.

## Νῦν χρῆ μεθύσθην.
Νῦν χρῆ μεθύσθην.
Nyn chrē methysthēn.
„Nun heißt es trinken!“
Dies ist der Anfang eines Lieds des Lyrikers Alkaios von Lesbos auf den Tod des Tyrannen Myrsilos von Mytilene auf der Insel Lesbos.
νῦν χρῆ μεθύσθην καί τινα πρὸς βίαν

πώνην, ἐπεὶ δὴ κάτθανε Μύρσιλος!
Nun heißt es sich besaufen und trinken

bis zum Umfallen, denn Myrsilos ist tot!
Gegen den Tyrannen Myrsilos begehrten verschiedene Adlige auf, unter ihnen auch Familienangehörige der Dichterin Sappho, die daraufhin als junges Mädchen zum ersten Mal verbannt wurde. Pittakos aus Mytilene erließ eine Amnestie, die es Alkaios und seinem Bruder ermöglichte, in ihre Heimatstadt zurückzukehren.
Der römische Dichter Horaz dichtete dies um zu einer Ode auf den Tod der ägyptischen Königin Kleopatra mit dem bekannten Anfang Nunc est bibendum.